# Marianum
O Marianum é tanto o nome do Pontifício Instituto para o estudo da Mariologia, bem como o nome de uma prestigiada revista de teologia mariana. A escola e a revista partilham o mesmo nome desde a sua fundação que teve por base o trabalho do padre Gabriel Roschini, que fundou tanto a revista como a escola moderna. 
O nome Marianum remonta ao Papa Bonifácio IX, que em 1398 concedeu a Ordem dos Servos de Maria o direito de conferir graus teológicos. A escola foi fechada em 1870 pela novo governo italiano, que, passou a controlar os Estados Papais, universidades católicas e muitas outras instituições. A escola abriu novamente sob o nome de Santo Alessio Falcioneri em 1895. 
Em 1939 o Padre Roschini fundou e dirigiu a revista Marianum por trinta anos. Em 1950, ele fundou a Faculdade Teológica Marianum, que, em 8 de dezembro de 1955 se tornou uma Pontifícia Faculdade pelo Decreto Coelesti Honorandae reginae da Sagrada Congregação de Seminários e Universidades, sob a autoridade de Papa Pio XII. Roschini serviu como o reitor da escola. Desde 1971, o Pontifício Instituto foi aberto para pessoas leigas.
O Pontifício Instituto Marianum é agora uma instituição acadêmica conhecida sobre o estudo da Mariologia e está localizada na Viale 30 Aprile-6, 00153, Roma, Itália. No Marianum, pode-se começar um mestrado em Mariologia (2 anos de programa acadêmico) e também pode-se obter um doutorado em Mariologia. Esta faculdade tem uma biblioteca com mais de 85.000 volumes sobre Mariologia e uma série de revistas e periódicos de teologia mariológicas. 